# Różanystok
Różanystok is een plaats in het Poolse district  Sokólski, woiwodschap Podlachië. De plaats maakt deel uit van de gemeente Dąbrowa Białostocka en telt 510 inwoners.

## Verkeer en vervoer
- Station Różanystok

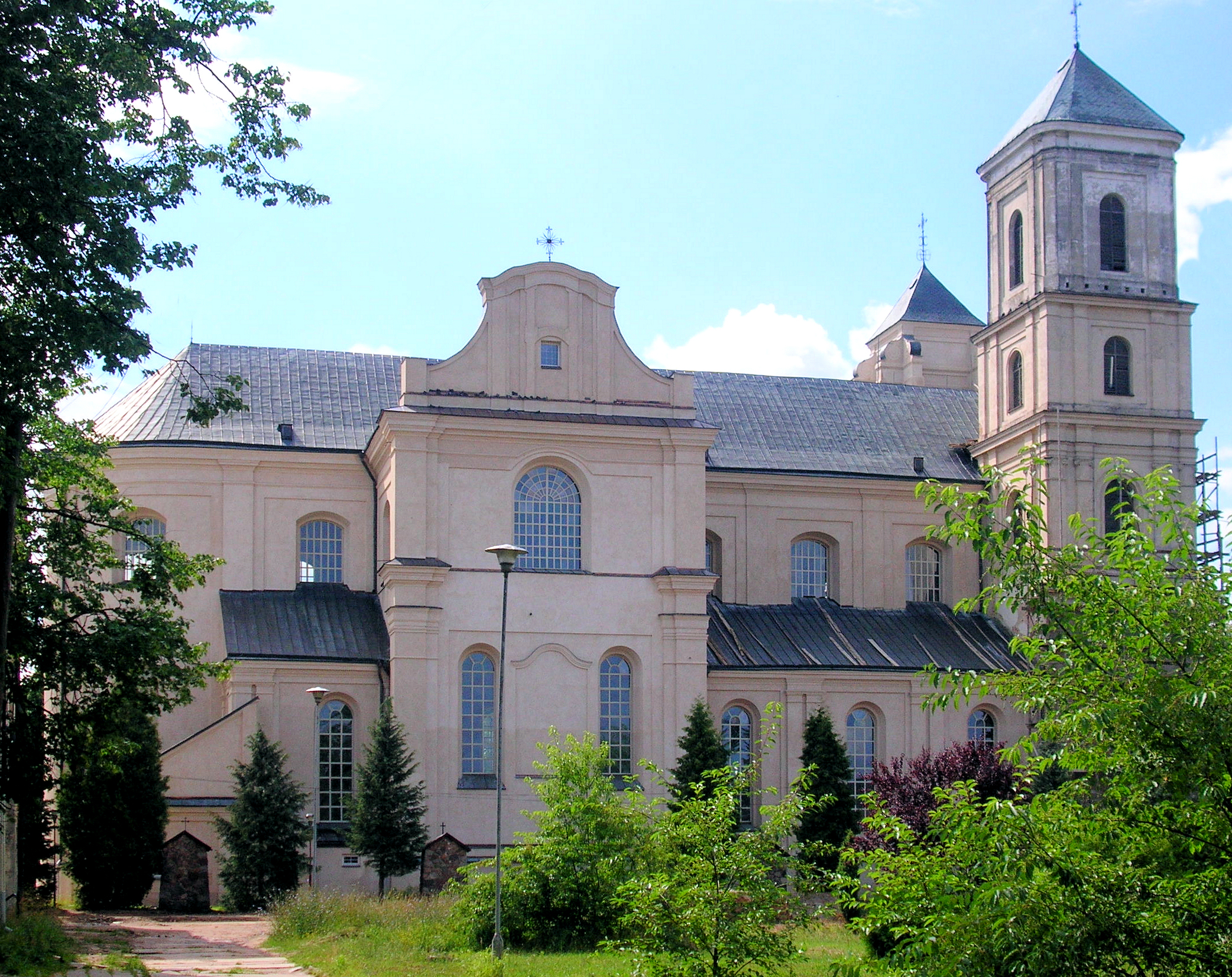
Marien Sanctuary
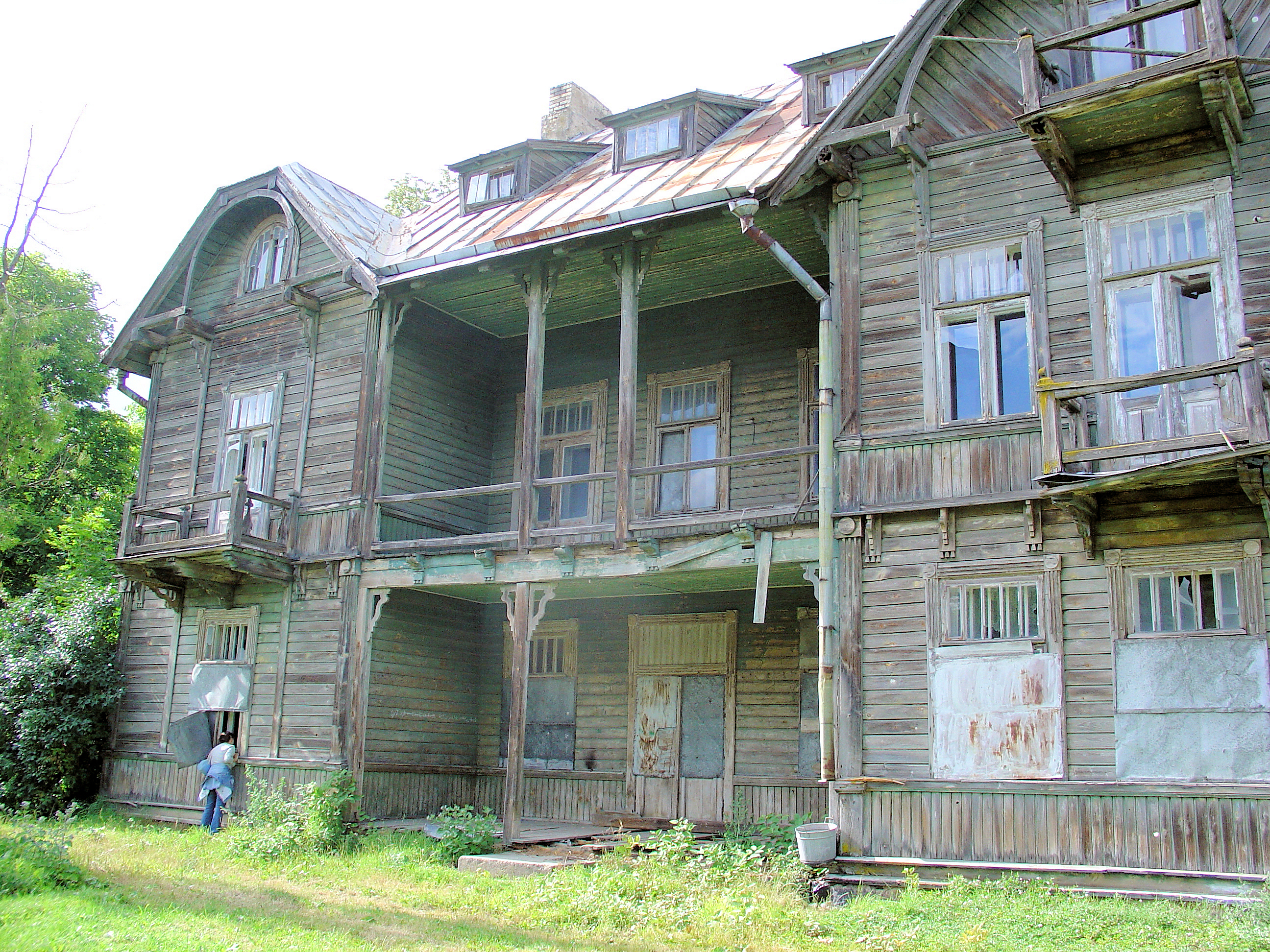